# 保罗·德拉罗什

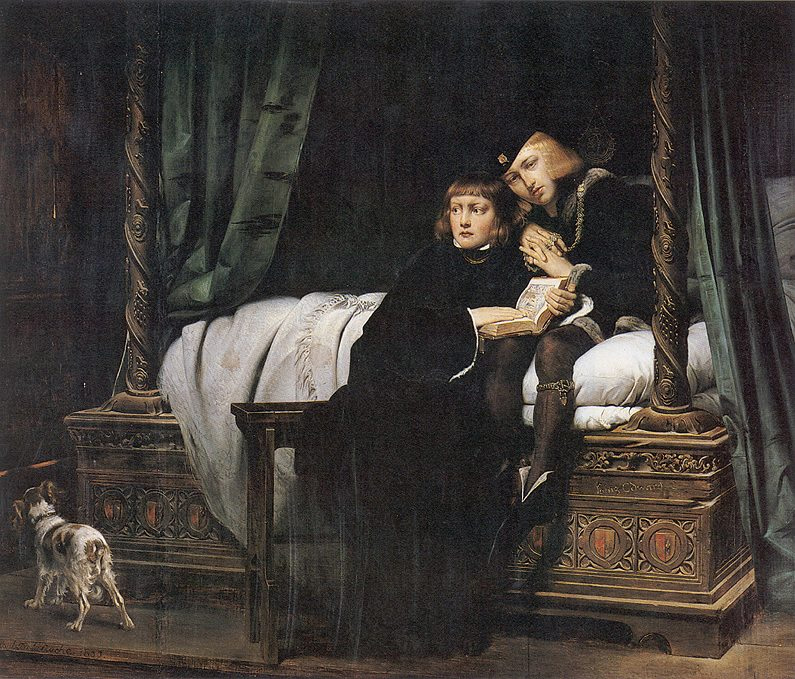
爱德华五世和他的兄弟

伊波利特·保罗·德拉罗什（法語：Hippolyte-Paul Delaroche，法語發音：[ipɔlit pɔl dəlaʁɔʃ]；1797年7月17日—1859年11月4日）是法国著名的学院派画家之一。
德拉罗什出身于一个富裕家庭，师从于画家格罗学画，1822年首次在沙龙中展出自己的作品，在当时非常出名，一直从事美术教育工作，直到1843年。由于一次事故导致一位学生死亡，被迫关闭了自己的画室。他的学生中包括著名的现实主义画家米勒。
德拉罗什的绘画风格介于古典主义画派和浪漫主义画派之间，受大卫、安格尔和德拉克罗瓦的共同影响。作品造型稳定，立体感强，他在创作构思时，经常先用蜡制作模型研究构图，他尤其对历史题材感兴趣，创作了大量的历史题材作品，作品富于戏剧性，表现历史上重要的瞬间。他的作品经常被用版画复制，作为书籍的插图，或作为单张绘画被收藏。